# فيليب ديفيدسون
فيليب ديفيدسون (بالإنجليزية: Phillip Buford Davidson, Jr.)‏ هو عسكري أمريكي، ولد في 26 نوفمبر 1915 في نيومكسيكو في الولايات المتحدة، وتوفي في 7 فبراير 1996 في سان أنطونيو في الولايات المتحدة.